# Gymnophora luteiventris
Gymnophora luteiventris är en tvåvingeart som beskrevs av Schmitz 1952. Gymnophora luteiventris ingår i släktet Gymnophora och familjen puckelflugor. Inga underarter finns listade i Catalogue of Life.